# Casimir von Pászthory
Casimir von Pászthory (* 1. April 1886 in Budapest; † 18. Februar 1966 in Wermelskirchen) war ein österreichischer Komponist. Seine Musik, die stilistisch in der Wagner-Strauss-Tradition wurzelt, ohne auf eigenschöpferische Stilelemente zu verzichten, ist heute weitgehend in Vergessenheit geraten. Eine zumindest partielle Renaissance erlebte sie im Jahre 2004 durch eine Wiederaufführung der Oper Tilman Riemenschneider anlässlich des 1300-jährigen Stadtjubiläums in Würzburg.

## Leben
Casimir von Pászthory war der Sohn eines leitenden Regierungsbeamten der Königlichen Kurie, der einer alten ungarischen Familie entstammte. Seine Mutter war die Pianistin Gisela von Voigt, die aus einer deutschen Adelsfamilie mit Ursprüngen im Hannoverschen kam. Als ehemalige Schülerin von Franz Liszt war sie bis ins hohe Alter aktiv und spielte noch als 84-Jährige im Rahmen einer Liszt-Feier in Budapest eines der Klavierkonzerte des Meisters auf dessen Flügel.
Nach der zweiten Verheiratung seiner Mutter mit August Göllerich kam Casimir von Pászthory nach Nürnberg, wo er das Gymnasium besuchte. Danach studierte er in Wien an der juridischen Fakultät, konzentrierte sich aber vor allem auf sein Musikstudium, insbesondere den Cellounterricht bei Paul Grümmer. Nach ausgedehnten Reisen, die ihn durch ganz Europa bis hin nach Kleinasien führten, ließ er sich in Wien nieder, wo er viele Jahre als Lehrer für Cello am Konservatorium tätig war. Daneben nahm er u. a. als Begleiter seiner Lieder am Klavier und als Dirigent seiner Orchesterwerke am Musikleben seiner Zeit teil.
Seine Lebensgefährtin Dora Baubin, die er 1911 geheiratet hatte, nahm intensiv an seinem künstlerischen Schaffen teil und verfasste die Textbücher zu den Bühnenwerken „Die Prinzessin und der Schweinehirt“ und „Tilman Riemenschneider“.
Pászthory war Mitglied der NSDAP. Als Pászthory durch die Kriegsereignisse 1945 seine Wohnung und Habgüter in Wien verloren hatte, übersiedelte er nach einem längeren Aufenthalt am Attersee 1950 nach Salzburg, wo er sich überwiegend mit der Komposition beschäftigte. 1953 wurde ihm  vom österreichischen Präsidenten der Titel Professor verliehen. Zu seinem achtzigsten Geburtstag war die Auszeichnung mit dem goldenen Ehrenring der Stadt Salzburg geplant, die jedoch nicht mehr stattfinden konnte. Die letzten Tage seines Lebens verbrachte er in der Bergermühle in Wermelskirchen.

## Werke

### Bühnenwerke

#### Opern
- Die drei gerechten Kammacher. Musikalische Komödie in zwei Akten (drei Bildern). Text nach der Erzählung von Gottfried Keller von Dora von Paszthory. Uraufgeführt an der Städtischen Oper Graz (6. Februar 1932).
- Die Prinzessin und der Schweinehirt. Märchenoper in drei Akten (acht Bildern). Text, frei nach Hans Christian Andersen, von Dora von Paszthory. – Wien: Universal-Edition 1939. Uraufgeführt am Nationaltheater Weimar 1937. Weitere Aufführungen am Salzburger Landestheater 1955/56.
- Tilman Riemenschneider. Oper in zwei Teilen (acht Bildern). Text von Dora von Paszthory (1942). Uraufgeführt im Theater Basel 1959. Eine gekürzte Fassung (ORF) liegt vor.
- Eine Weihnachtsmusik zu Ludwig Thomas Weihnachtslegende „Heilige Nacht“ für kleines Orchester, gemischten Chor, Soli und einen Sprecher (1944–48). Uraufgeführt im ORF, Landesstudio Oberösterreich.

#### Ballette
- Arvalany. Tanzspiel in fünf Bildern. Buch von Elza von Dohnanyi-Galafres. Uraufgeführt an der Dresdner Staatsoper (7. Dezember 1939). Weitere Aufführungen in Weimar und Chemnitz (1941).
- Der Erlenhügel. Phantastisches Ballett nach dem Märchen von Hans Christian Andersen. Uraufgeführt am Staatstheater Karlsruhe 1936.
- Isbrand und Isigildis. Tanzlegende aus dem frühen Mittelalter. Uraufgeführt am Nationaltheater Weimar 1938.

#### Melodramen
- Was der Friedel in der Weihnacht. Textdichter unbekannt.
- Die Weise von Liebe und Tod des Cornets Christoph Rilke, op. 1. Text von R. M. Rilke (1914). Wurde auch ins Französische übersetzt und erlebte zahlreiche Aufführungen.
- Die wilden Schwäne. Text von H. Ch. Andersen (1937).

### Lieder

#### Orchesterlieder
- Gebet des geschienten Ritters im Felde (0. J. Bierbaum)
- Gütige Mutter Erde. 6 besinnliche Lieder nach verschiedenen Texten für Bariton (Alt) und Orchester (1963). - Klavierfassung: Wermelskirchen: Eva Molineus-von Paszthory 1972.

1. Gütige Mutter Erde (altgriechische Grabinschrift) - 2. Ob unser Tod denn gemäß (R. R. Källenberger) - 3. Psalm - 4. November (Weinheber) - 5. Stufen (Hesse) - 6. Die Blätter fallen (Rilke)
- Das Jahr. 12 Gesänge nach Gedichten von J. Weinheber für mittlere Stimme und großes Orchester (1936–1937)

1. Jänner - 2. Februar - 3. März - 4. April- 5. Mai - 6. Juni - 7. Juli - 8. August - 9. September - 10. Oktober - 11. November - 12. Dezember
- 5 Lieder im Volkston nach verschiedenen Texten für mittlere Stimme und Kammerorchester. - Braunschweig: Litolff 1936; Wermelskirchen: Eva Molineus-von Paszthory 1972

1. Im Volkston (Storm) - 2. Volkslied aus der Stauferzeit - 3. Wiegenlied im Freien (Des Knaben Wunderhorn) - 4. Der Maie, der Maie (14. Jahrhundert) - 5. Morgen muß ich fort von hier
- Sabine (Chansons d'automne). 7 chansons pour voix moyenne d'apres des textes de Paul Verlaine avec accompagnement d'orchestre ou de piano. Ins Deutsche übertragen von Dora von Paszthory (1928–1929). Uraufgeführt im Wiener Rundfunk 1933. - Wermelskirchen: Eva Molineus-von Paszthory 1972

1. Verschollene Weise (Ariette oubliee) - 2. Herbstlied (Chanson d'automne) - 3. Psalm (Psaume) - 4. Serenade - 5. Komm, laß uns tanzen (Dansons la gigue!) - 6. Lebwohl (Adieu) - 7. Das Meer (La mer)

#### Klavierlieder

##### Zyklen
- Advent-Lieder. 2 Lieder nach Texten von Arthur Fischer-Colbrie. - Wermelskirchen: Eva Molineus-von Paszthory

1. Waldadvent (1942) - 2. Deutscher Weihnachtswald (1951)
- 6 Altdeutsche Minnelieder

1. Gar hoch auf jenem Berg allein (Des Knaben Wunderhorn) - 2. Unter den Linden (W. von der Vogelweide) - 3. Wie ich da ruhte! (W. von der Vogelweide) - 4. Dieser Stern im Dunkel (Der von Kürenberg) - 5. Nur Eine kann mir Freude geben (um 1100) - 6. Volkslied (um 1200)
- Hände. Ein Liederzyklus nach Gedichten von Rilke, Storm, Hesse, Dora von Paszthory, Martha Hälscher und Bierbaum für Bariton und Klavier

1. Du! Hände - 2. Im Volkston .- 3. Wenn sich die kleine Kinderhand 4. Bitte - 5. Schließe mir die Augen beide - 6. Als du heut' meine Hand (1939) - 7. Ehemarterl
- Japanische Legende. 13 Lieder nach Gedichten japanischer und chinesischer Dichter (nachgedichtet von Klabund und Hans Bethge) für eine Frauen- und eine Männerstimme

1. Der duftende Armel- 2. Am Ufer - 3. Vertrauen (1960) - 4. Uber die Heide (1960) - 5. Bitte an die Götter - 6. Vereinigung - 7. Abschied 8. Der müde Soldat - 9. Die Verlassene (1924) - 10. In der Fremde 11. Noch einmal - 12. Beschränkung - 13. Dauer im Wechsel
- 6 Lieder nach Gedichten von Hesse für hohe oder mittlere Stimme und Klavier. - Braunschweig: Litolff 1936; Frankfurt: LitolffjPeters 1972

1. Sei nicht traurig - 2. Der Brief - 3. Bitte - 4. Landstreicherherberge 5. Im Nebel- 6. Meine fröhliche Liebe
- 6 Lieder aus „Des Knaben Wunderhorn“

1. Mein Schätzle ist fein - 2. Der Butzemann - 3. Abzählvers - 4. Die schwarze Amsel - 5. Aus einem Kindermärchen (Königstochter, jüngste) 6. Die Magd an der Wiege
- 8 Lieder nach Texten von Rilke. - Wermelskirchen, Frankfurt: LitolffjPeters 1972

1. Advent - 2. Du! Hände - 3. Um die vielen Madonnen (1928) - 4. Pieta (1928) - 5. Ein Frauenschicksal (1928) - 6. Der Gefangene - 7. Du willst Dir einen Pagen küren - 8. Du, meine heilige Einsamkeit (1927)
- 4 Lieder nach Gedichten von Storm

1. Elisabeth - 2. Schließe mir die Augen beide - 3. Nelken (1944) - 4. Im Volkston (1936)

##### Einzellieder
- Der Brief (Hesse, 1932)
- Christiane (Hermann Claudius, 1951)
- Der Fuji-Yama
- Großstadtkinder (Karl Borromäus Frank, 1955)
- Ich armer Tropf (Terange. Aus dem Japanischen übertragen von H. Bethge)
- Ich hört ein Sichelin rauschen
- Lächeln (Grete Körber)
- Lied zweier Alten (Hermann Claudius, 1940)
- Meine fröhliche Liebe (Hesse, 1934)
- Meine Prinzessin ist maiwärts gangen (Freiherr von Appel)
- Sehnsucht (Ricada Huch, 1950)
- Sei nicht traurig (Hesse)
- Urlicht (Des Knaben Wunderhorn)
- Vorfrühling (Bierbaum, 1937)

### Instrumentalmusik

#### Orchester
- Thijl Uilenspiegel. Eines Volkes Knechtschaft und Befreiung. Symphonische Dichtung nach dem Roman von Charles de Coster für großes Orchester (1933). Uraufgeführt in München.

#### Kammermusik
- Quartett für 2 Geigen, Bratsche und Violoncello, op. 25 (1951). Uraufgeführt im ORF, Wien.
- Klaviertrio. Uraufgeführt in Linz.
- Sonate für Violoncello und Klavier, op. 13. - Wermelskirchen, Frankfurt: Litolff/Peters 1936. Uraufgeführt beim Internationalen Musikfest in Frankfurt am Main (mit Ludwig Hoelscher) .